# The Chrysalis Years
Best of the Chrysalis Years – album kompilacyjny zespołu Ramones wydany 29 sierpnia 2002 roku. Płyta składa się z czterech dysków, które zawierają materiał wydany wcześniej na płytach: Brain Drain, Mondo Bizarro, Acid Eaters, ¡Adios Amigos! i Loco Live.

## Lista utworów

### Dysk 1 (Brain DrainiAcid Eaters)
1. „I Believe in Miracles” (Dee Dee Ramone/Daniel Rey) – 3:19
2. „Zero Zero UFO” (Dee Dee Ramone/Daniel Rey) – 2:25
3. „Don't Bust My Chops” (Dee Dee Ramone/Joey Ramone/Daniel Rey) – 2:28
4. „Punishment Fits the Crime” (Dee Dee Ramone/Richie Stotts) – 3:05
5. „All Screwed Up” (Joey Ramone/Andy Shernoff/Marky Ramone/Daniel Rey) – 3:59
6. „Palisades Park” (Charles Barris) – 2:22
7. „Pet Sematary” (Dee Dee Ramone/Daniel Rey) – 3:30
8. „Learn to Listen” (Dee Dee Ramone/Johnny Ramone/Marky Ramone/Daniel Rey) – 1:50
9. „Can't Get You Outta My Mind” (Joey Ramone) – 3:21
10. „Ignorance Is Bliss” (Joey Ramone/Andy Shernoff) – 2:38
11. „Come Back, Baby” (Joey Ramone) – 4:01
12. „Merry Christmas (I Don't Want to Fight Tonight)” (Joey Ramone) – 2:04
13. „Journey to the Center of the Mind” (Ted Nugent/Steve Farmer) – 2:52  (Amboy Dukes)
14. „Substitute” (Pete Townshend) – 3:15 (The Who)
15. „Out of Time” (Mick Jagger/Keith Richards) – 2:41 (The Rolling Stones)
16. „Shape of Things to Come” (Barry Mann/Cynthia Weil) – 1:46 (Max Frost and the Troopers)
17. „Somebody to Love” (Darby Slick) – 2:31 (The Great Society)
18. „When I Was Young” (Eric Burdon/John Weider/Vic Briggs/Danny McCulloch/Barry Jenkins) – 3:16 (The Animals)
19. „7 and 7 Is” (Arthur Lee) – 1:50 (Love)
20. „My Back Pages” (Bob Dylan) – 2:27 (Bob Dylan)
21. „Can't Seem to Make You Mine” (Sky Saxon) – 2:42 (The Seeds)
22. „Have You Ever Seen the Rain?” (John Fogerty) – 2:22 (Creedence Clearwater Revival)
23. „I Can't Control Myself” (Reg Presley) – 2:55 (The Troggs)
24. „Surf City” (Brian Wilson/Jan Berry) – 2:26 (Jan and Dean)
25. „Spider-Man” (Freddie Harris/Paul Francis Webster) – 1:57

### Dysk 2 (Mondo Bizarroi¡Adios Amigos!)
1. „Censorshit” (Joey Ramone) – 3:13
2. „The Job That Ate My Brain” (Marky Ramone/Garrett James Uhlenbrock) – 2:17
3. „Poison Heart” (Dee Dee Ramone/Daniel Rey) – 4:04
4. „Anxiety” (Marky Ramone/Garrett James Uhlenbrock) – 2:04
5. „Strength to Endure” (Dee Dee Ramone/Daniel Rey) – 2:59
6. „It's Gonna Be Alright” (Joey Ramone/Andy Shernoff) – 3:20
7. „Take It as It Comes” (Jim Morrison/John Densmore/Robby Krieger/Ray Manzarek) – 2:07
8. „Main Man” (Dee Dee Ramone/Daniel Rey) – 3:29
9. „Tomorrow She Goes Away” (Joey Ramone/Daniel Rey) – 2:41
10. „I Won't Let It Happen” (Joey Ramone/Andy Shernoff) – 2:22
11. „Cabbies on Crack” (Joey Ramone) – 3:01
12. „Heidi Is a Headcase” (Joey Ramone/Daniel Rey) – 2:57
13. „Touring” (Joey Ramone) – 2:51
14. „I Don't Want to Grow Up” (Tom Waits/Kathleen Brennan) – 2:46
15. „Makin' Monsters For My Friends” (Dee Dee Ramone/Daniel Rey) – 2:35
16. „It's Not For Me to Know” (Dee Dee Ramone/Daniel Rey) – 2:51
17. „The Crusher” (Dee Dee Ramone/Daniel Rey) – 2:27
18. „Life's a Gas” (Joey Ramone) – 3:34
19. „Take the Pain Away” (Dee Dee Ramone/Daniel Rey) – 2:42
20. „I Love You” (John Genzale) – 2:21
21. „Cretin Family” (Dee Dee Ramone/Daniel Rey) – 2:09
22. „Have a Nice Day” (Marky Ramone/Garrett James Uhlenbrock) – 1:39
23. „Scattergun” (C.J. Ramone) – 2:30
24. „Got a Lot to Say” (C.J. Ramone) – 1:41
25. „She Talks to Rainbows” (Joey Ramone) – 3:14
26. „Born to Die in Berlin” (Dee Dee Ramone/John Carco) – 3:32

### Dysk 3 (Loco Live)
1. „The Good, The Bad, The Ugly” (Ennio Morricone) – 1:55
2. „Durango 95” (Johnny Ramone) – 1:59
3. „Teenage Lobotomy” (The Ramones) – 1:32
4. „Psycho Therapy” (Dee Dee Ramone/Johnny Ramone) – 2:12
5. „Blitzkrieg Bop” (The Ramones) – 1:44
6. „Do You Remember Rock 'n' Roll Radio?” (The Ramones) – 2:59
7. „I Believe in Miracles” (Dee Dee Ramone/Daniel Rey) – 2:51
8. „Gimme Gimme Shock Treatment” (The Ramones) – 1:18
9. „Rock 'n' Roll High School” (The Ramones) – 1:49
10. „I Wanna Be Sedated” (The Ramones) – 2:09
11. „The KKK Took My Baby Away” (Joey Ramone) – 2:41
12. „I Wanna Live” (Dee Dee Ramone/Daniel Rey) – 2:19
13. „My Brain Is Hanging Upside Down (Bonzo Goes to Bitburg)” (Dee Dee Ramone/Jean Beauvoir/Joey Ramone) – 2:52
14. „Too Tough to Die” (Dee Dee Ramone) – 2:15
15. „Sheena Is a Punk Rocker” (The Ramones) – 1:47
16. „Rockaway Beach” (The Ramones) – 2:03
17. „Pet Sematary” (Dee Dee Ramone/Daniel Rey) – 2:56
18. „Don't Bust My Chops” (The Ramones) – 2:17
19. „Palisades Park” (Chuck Barris) – 2:12
20. „Mama's Boy” (Dee Dee Ramone/Johnny Ramone) – 2:08
21. „Animal Boy” (Dee Dee Ramone/Johnny Ramone) – 1:54
22. „Wart Hog”  (The Ramones) – 1:35
23. „Surfin' Bird” (Al Frazier/Sonny Harris/Carl White/Turner Wilson) – 2:29
24. „Cretin Hop” (The Ramones) – 1:24
25. „I Don't Wanna Walk Around With You” (The Ramones) – 1:11
26. „Today Your Love, Tomorrow the World” (The Ramones) – 1:42
27. „Pinhead” (The Ramones) – 2:39
28. „Somebody Put Something in My Drink” (Richie Ramone) – 2:37
29. „Beat on the Brat” (The Ramones) – 2:14
30. „Judy Is A Punk” (Joey Ramone/Andy Shernoff) – 1:55
31. „Chinese Rocks” (Richard Hell/Dee Dee Ramone) – 2:02
32. „Love Kills” (The Ramones) – 1:56
33. „Ignorance Is Bliss” (The Ramones) – 3:11